# 中國華潤大廈
中國華潤大厦，又因其外形被称为春笋，是一栋位于中华人民共和国广东省深圳市南山区后海的超高层摩天大楼，鄰近深圳灣體育中心及深圳灣口岸，位于登良路与海德三道交叉口，大廈高度为392.5米（1286.1英尺）。基座為深圳灣萬象城商場及地庫停車場，其中深圳灣萬象城設有行人隧道連接深圳灣體育中心及深圳地鐵11號綫后海站。这座塔楼以其创新的造型结构和精确的几何精度为基础，成为深圳湾后海商业区的标志性建筑。
大厦采用了钢密柱框架+混凝土核心筒结构，大厦呈现出环形放射对称布局。中国华润大厦核心筒内设有60台垂直电梯，通往不同楼层，部分电梯速度可达33公里每小时。整个楼体呈纺锤形或圆锥形，其共有56根立柱，每根立柱的间距为2.4-3.8米，柱外边宽度30-40厘米，楼层直径从底部的60米，扩展到腰部的68米，在顶部收至35米。中国华润大厦塔楼底部和上部区域采用斜肋构架，建筑底部设置了一系列入口，顶部设置了一系列汇聚于一个尖点的环形平面，采用多面三角形玻璃面板，塔顶是一个单件式组装的不锈钢塔尖；梁柱节点采用完全偏心的节点连接方式，打造100%无柱的建筑内部空间，同时与建筑和幕墙融合；结构体系沿着整个塔楼高程的核心布局退台，增加了净建筑面积，完善了核心布局的一体性 。中国华润大厦占地面积约6.7万平米 ，总建筑面积约27万平方米，建筑高度392.5米，为地上66层，地下5层结构。
中国华润大厦及周边复合功能服务性配套区的总体规划由KPF建筑事务所完成，悉地工程设计顾问担任施工图设计；设计参考了春笋的自然形态，象征着节节攀升的无限生命力，寓意着进取、突破与无限生长。同时，外圆内方的形制，放射性对称的布局，也是东方文化中“方圆规矩，天圆地方”的写照。

## 历史
工程起始于2012年，2016年7月1日结构性封顶，並于2018年6月建造完成，2018年12月17日華潤80週年前夕揭幕啟用。春笋在建造完成之后，已取代地王大厦成为深圳市第三高楼。大樓的49-66樓樓面用作華潤在中國內地的總部，以取代原先設於羅湖區的總部，而其餘37層寫字樓（包括設於20樓的示範樓層）向外招租（並主要面向原總部大樓華潤大廈的租戶優先招租）。大廈基座為深圳灣萬象城購物中心及停車場，並與華潤深圳灣項目的華潤金融大廈相鄰。
大廈採用由日立生產的升降機，並裝有全球第三套FIBEE智能分配系統（第一套安裝於廣州周大福金融中心）。
特別一提由於幕牆外形獨特，對各種結構安全的考慮。這大樓所建的外牆都以德國V形槽作緊固以推進項目安全達至國際水平。

## 入駐租戶
- 華潤集團（49-61樓、64-66樓）
  - 董事會（61樓）
  - 辦公廳（60樓）
  - 巡視組、法律事務部（54樓）
  - 會議室（53樓）
  - 華潤電力（50-52樓）
  - 润加速产业加速器（共享工作空間）（25樓空中大堂）
  - 華潤燃氣（19樓）
  - 华润守正招标有限公司（華潤集團標書收集處）（301室）
- OPPO（30-42樓）
  - 食堂（32樓、40樓）
- 金杜律師事務所（28-29樓）
- 中汇弘创投资控股（深圳）有限公司（26樓）
- 伊藤忠商事（2507室）
- KPF建築事務所（2501室）
- 和乐网人才服务（深圳）有限公司（20樓）
- 華泰證券（1805-06室）
- 通力律師事務所（18樓部分）
- 深圳市地利时代科技有限公司（1707室）
- 伊泰股权投资管理有限公司（1703-04室）
- 深圳市创能财务有限责任公司（1702室）
- 競天公誠律師事務所（1605-06室）
- 深圳鼎锋明道资产管理有限公司（1604室）
- 瀚纳仕人才管理咨询有限公司（1601室）[5]
- 畢馬威會計師事務所（14-15樓）
- 天霖投資（深圳）有限公司（1203-04室）
- 小海归投资咨询（深圳）有限公司（10樓）
- 植德律師事務所（905-06室）
- 紅湖資本（904室）
- 第一太平戴維斯（901-03室）
- 保誠科技（805室）
- Flexport（7樓）
- 台灣德事商務中心（6樓）[6]
  - 斐锐律师事务所（601-05室）
    - 道远咨询（605室）

  - 沣信资本（606室）
- 倚锋資本（505室）[7]
- 光大證券（504室）
- 深圳市理睿科技有限公司（202室）
- 中建投租赁股份有限公司（不詳）
- 深圳倍羅智能有限公司（不詳）
- 中國南玻集團（未遷入）
- 雷沃重工集團（未遷入）
- 英美煙草（不詳）
- 創興銀行（未遷入）

## 图库
- 从深圳人才公园眺望中國华润大厦。
- 华润大厦及深圳湾体育中心附近建筑群。
- 华润大厦与深圳湾人才公园。

## 引用
1. ↑  .   [2017-02-07]. （原始内容存档于2017-01-16）.
2. ↑  . The Skyscraper Center. Council on Tall Buildings and Urban Habitat.   [September 17, 2014]. （原始内容存档于2017-06-27）.
3. ↑  .   [2017-02-07]. （原始内容存档于2016-12-20）.
4. ↑  .   [2019-09-23]. （原始内容存档于2019-09-23）.
5. ↑  .   [2018-10-23]. （原始内容存档于2018-10-23）.
6. ↑  德事商務中心-中國華潤大廈
7. ↑  .   [2019-01-08]. （原始内容存档于2019-01-08）.